# Science center
Et science center er et videnskabsmuseum, der i stor stil anvender interaktive demonstrationsforsøg (ofte kaldet hands-on forsøg) til at formidle viden om teknik og naturvidenskab. Science centre har udviklet sig kontinuert fra traditionelle museer, hvor genstande udstilles passivt i montre, så de besøgende blot kan kigge på dem, til egentlige science centre, hvor det er den interaktive oplevelse, der er i højsædet.

## Science centre i Danmark
Blandt de mest besøgte science centre i Danmark finder man Experimentarium og Danfoss Universe, men også Energimuseet og Steno Museet tilhører kategorien.
Desuden kan man argumentere for, at den zoologiske have Randers Regnskov kan betragtes som en science center, da hovedparten af dyrene bevæger sig frit mellem gæsterne, hvorved der opnås en interaktion mellem de besøgende og de udstillede dyr, som ikke er almindelig kendt fra andre dyreparker.
Endelig kan man nævne Dansk Naturvidenskabsfestival, hvor aktiviteter indeholdende hand-on demonstrationsforsøg er højt prioriteret.